# Tobias Weis
Tobias Weis (født 30. juli 1985 i Schwäbisch Hall, Vesttyskland) er en tysk fodboldspiller, der spiller som midtbanespiller hos FSV 08 Bissingen Han har tidligere spillet hos blandt andet Hoffenheim og VfB Stuttgart.

## Landshold
Weis står noteret for én landskamp for Tysklands landshold, som han debuterede for den 2. juni 2009 i en træningskamp mod De Forenede Arabiske Emirater.